# 중봉항 (고흥군)
중봉항은 전라남도 고흥군 도양읍 봉암리에 있는 소규모 어항이다.

## 연혁
- 전라남도 고흥군 도양읍 봉암리에 있는 중봉항은 1983년 12월 9일 지방어항으로 지정 관리하여 왔으나, 어항법 시행규칙 제2조에 의한 지방어항 지정기준에 미달하여 2005년 4월 27일 지방어항에서 해제되었다.[1]